# 聂启明
聂启明（1953年—），汉族，中华人民共和国政治人物、第十一届全国政协委员。
加入中国共产党，担任北京市工商联副主席、北京天利深冷设备股份有限公司董事长。2008年，当选第十一届全国政协委员，代表科学技术界，分入第三十组。